# 大髙豪太
大髙 豪太（おおたか ごうた、1966年〈昭和41年〉3月3日 - ）は、日本の運輸・国土交通官僚。

## 来歴
神奈川県生まれ。1989年（平成元年）3月、東京大学農学部を卒業。同年4月、運輸省へ入省し、港湾局管理課に配属。
入省後、観光庁国際観光政策課長、国土交通省総合政策局国際政策課長、同北海道運輸局長、同総合政策局次長などを歴任した他、出向で中部国際空港管理本部総務部総務グループリーダー、経済産業省大臣官房参事官（プロジェクトチーム・環境担当）、鉄道建設・運輸施設整備支援機構総務部長、軽自動車検査協会理事を務めた。北海道運輸局長在任時には新型コロナウイルス感染症の感染拡大に伴う北海道の公共交通機関への支援のため、通常は貨物事業にあたる飲食店の料理デリバリーをタクシー事業者が行える特例措置を制度化し、その活用を呼びかけた。
2022年（令和4年）1月5日、気象庁次長に就任。
2023年（令和5年）7月4日、国土交通省大臣官房付に異動し、即日辞職。同年11月、運輸総合研究所主席研究員兼事務局長に就任。

## 年譜
- 1989年（平成元年）
  - 3月 - 東京大学農学部卒業[1]
  - 4月 - 運輸省入省[1]
- 1994年（平成6年）9月 - 運輸省海上交通局総務課専門官[1]
- 1995年（平成7年）9月 - 国際観光振興会ニューヨーク観光宣伝事務所[1]
- 1997年（平成9年）9月 - 運輸省運輸政策局複合貨物流通課補佐官[1]
- 1999年（平成11年）4月 - 運輸省鉄道局財務課補佐官[1]
- 2001年（平成13年）
  - 1月 - 国土交通省鉄道局財務課課長補佐[1]
  - 4月 - 熊本県企画開発部首席政策審議員兼交通対策総室長[1]
- 2003年（平成15年）4月 - 国土交通省総合政策局交通計画課企画調整官[1]
- 2004年（平成16年）
  - 4月 - 国土交通省総合政策局観光部企画課課長補佐[1]
  - 7月 - 国土交通省総合政策局観光企画課課長補佐[1]
- 2005年（平成17年）8月 - 中部国際空港管理本部総務部総務グループリーダー[1]
- 2007年（平成19年）7月 - 国土交通省大臣官房総務課企画官（鉄道局）[1]
- 2008年（平成20年）7月 - 国土交通省大臣官房総務課企画官（総合政策局）[1]
- 2009年（平成21年）7月 - 観光庁国際観光政策課長[1]
- 2010年（平成22年）7月 - 経済産業省大臣官房参事官（プロジェクトチーム・環境担当）[1]
- 2012年（平成24年）9月 - 鉄道建設・運輸施設整備支援機構総務部長[1]
- 2015年（平成27年）1月 - 国土交通省総合政策局国際政策課長[1]
- 2016年（平成28年）10月 - 軽自動車検査協会理事[1]
- 2018年（平成30年）7月31日 - 国土交通省北海道運輸局長[1][8]
- 2020年（令和2年）7月21日 - 国土交通省総合政策局次長[1][9]
- 2022年（令和4年）1月 - 気象庁次長[3][4]
- 2023年（令和5年）
  - 7月 - 国土交通省大臣官房付・即日辞職[5]
  - 11月 - 運輸総合研究所主席研究員兼事務局長[7]